# The Plug
The Plug ist ein britisch-amerikanisches Rapprojekt des Coffeeshop-Besitzers Jack the Plug. Das Album Plug Talk brachte 2018/19 mehrere Charthits in Großbritannien hervor.

## Hintergrund
Im August 2016 gründete der Engländer Jack the Plug einen Cannabis-Club in Barcelona, nachdem er dafür in Großbritannien keine Genehmigung bekommen hatte. Er lief erfolgreich und so eröffnete er einen weiteren Coffeeshop in Amsterdam. Zu den Gästen der beiden Niederlassungen gehörten auch prominente Musiker und so kam Jack the Plug auch zu Beziehungen zur britischen Rapszene. Gleichzeitig hatte er einen Jugendfreund, Sean D, der als Tontechniker in den Vereinigten Staaten arbeitete und dort Zugang zum Musikgeschäft hatte.
Beide gründeten das Label The Plug Records und konnten eine Reihe bekannter britischer und US-amerikanischer Rapper für ein britisch-amerikanisches Kollaboalbum gewinnen. Aus Großbritannien wirkten Kenny Allstar, D-Block Europe, Dappy, Chip, Yxng Bane, Nafe Smallz, Loski, Blade Brown, Wstrn, M Huncho, Fredo, Swarmz, Anine und die Rapgruppe 67 mit, aus den USA waren Offset, Tory Lanez, Roddy Ricch, Youngboy Never Broke Again, Young Dolph, Rich the Kid, Lil Baby, Gunna, Lil Bibby und Polo G. Dazu noch Lacrim aus Frankreich und 3robi aus den Niederlanden. Zusammen nahmen sie 13 Titel auf.
Bereits Ende 2018 wurde der Song Broken Homes mit Nafe Smallz, M Huncho und Gunna veröffentlicht. Er schaffte es in den britischen Charts in die Top 40 und wurde mit einer Silbernen Schallplatte ausgezeichnet. Tell the Truth mit D-Block Europe und Rich the Kid wurde ebenfalls vorab veröffentlicht. Das Album erschien am 19. Juli 2019 unter dem Titel Plug Talk und brachte zwei weitere Chartsingles hervor.

## Diskografie
Alben
- Plug Talk (2019)
- Plug Talk 2 (2023)

Lieder

| Jahr | Titel Album              | Höchstplatzierung, Gesamtwochen, AuszeichnungChartsChartplatzierungen (Jahr, Titel, Album, Platzierungen, Wochen, Auszeichnungen, Anmerkungen) | Anmerkungen                                                                     |
| Jahr | Titel Album              | UK | Anmerkungen                                                                     |
| ---- | ------------------------ | --- | ------------------------------------------------------------------------------- |
| 2018 | Broken Homes Plug Talk   | UK38 Silber · (3 Wo.)UK | Erstveröffentlichung: 28. Oktober 2018 featuring Nafe Smallz, M Huncho & Gunna  |
| 2018 | Tell the Truth Plug Talk | UK80 (1 Wo.)UK | Erstveröffentlichung: 13. Dezember 2018 featuring D-Block Europe & Rich the Kid |
| 2019 | Not Today Plug Talk      | UK43 (6 Wo.)UK | Erstveröffentlichung: 27. Juni 2019 featuring Dappy & Tory Lanez                |
| 2019 | Rich Plug Talk           | UK53 Silber · (9 Wo.)UK | Erstveröffentlichung: 5. Juli 2019 featuring D-Block Europe & Offset            |
| 2020 | Curvy –                  | UK83 (1 Wo.)UK | Erstveröffentlichung: 16. Oktober 2020 featuring Jay1 & Blueface                |

Weitere Lieder
- How It Is (featuring Roddy Ricch, Chip & Yxng Bane, 2019, UK: Silber)
- Trust (featuring Nafe Smallz, NBA Youngboy & Loski, 2019)
- Ain’t Like That (featuring Blade Brown & Young Dolph, 2019)
- Red Eye (featuring Wstrn & Lil Baby, 2019)
- Giddy Up (featuring M Huncho & Rich the Kid, 2019)
- Not My Dons (featuring Fredo, Lacrim & 3robi, 2019)
- De aqui pa ya (featuring Lacrim, Morad & Srno, 2020)
- Curvy (featuring Jay1 & Blueface, 2020)
- Fashion (featuring M24 & Fivio Foreign, 2021)
- Father Figure (featuring M1llionz & G Herbo, 2021)
- Run Through (featuring Stefflon Don & Swae Lee, 2023)
- Broken Homes (featuring Nafe Smallz, 2024)